# Österrikisk tyska

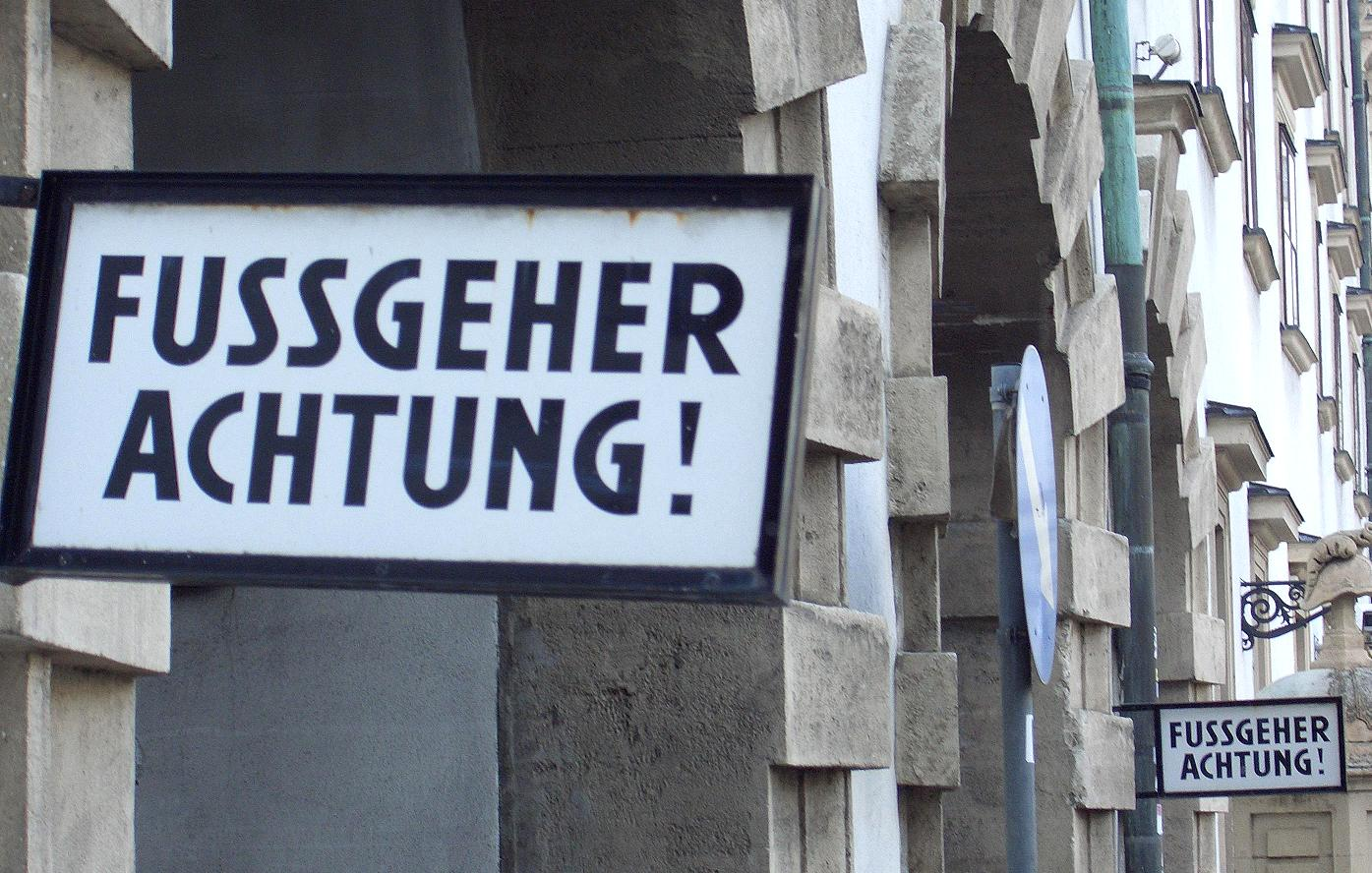
"Fußgeher" (fotgängare) ersätter "Fußgänger".

Österrikisk tyska  (tyska: Österreichisches Deutsch), austrism,  är den nationella  standardtyska man talar i Österrike samt i Sydtyrolen i Italien. Österrikisk tyska får sin standard för officiella texter, och i skolorna, genom Österreichisches Wörterbuch, som publiceras av Österrikes federala utbildnings-, konst- och kulturministerium.
Denna varietet ska inte förväxlas med de talrika, från riksspråket ofta starkt avvikande dialekter som talas i landet, antingen i ren form eller blandat med standardtyska, men som i synnerhet i storstäderna är på tillbakagång.

## Exempel på österrikiskt särskiljande ord och uttryck
(m), (f), (n) = maskulinum, femininum, neutrum = der, die, das
- Abdruck: im letzten Abdruck → i sista ögonblicket
- abmachen → marinera (t ex en sallad)
- absitzen → stiga av en cykel
- Achtel (n) Achterl/Achtele en åttondels liter (t.ex. vin)
- ajourieren → aktualisera
- Altjahrstag (m) → nyårsafton
- aper(n) . → vara fri från snö
- Bahöl → tumult, oväsen
- Bim. → språvagn (vardagl.)
- Bub (m) . → liten pojke
- Bursche (m) → suspekt person
- Bussi, Busserl (n)  → (vardagl.) kyss, pussa
- dalken ugs. → barnsligt prat
- Dirndl (n) . → flicka; även kvinnlig folkdräkt
- Doppler (m) . → tvålitersflaska vin; även kikare
- Eierspeis (f) → äggröra
- Einbahn (f) → enkelriktad gata
- Einspänner → svart kaffe med vispgrädde
- Eiskasten (m) → kylskåp
- sich fadisieren  → försinka sig, vara långsam
- Feber →februari
- Feitel . →fickkniv
- Fenstertag / Zwickeltag → klämdag
- fesch → vacker; klipsk
- fett mda. → berusad; vollfett → starkt berusad
- Fiaker (m) →  vagn att hyra med två hästar och kusk
- Fleck (m) . → (vardagl.) skolbetyget icke-godkänd
- Fleischlaibchen, -laiberl (n) → köttbullar
- zu/mit Fleiß → (göra något) med avsikt
- Frittaten → pannkaksskivor som läggs i en soppa
- gar . → vardagl. utsålt, slut (i affär)
- Gehsteig  → trottoar, gångbana
- Gendarmerie (f) . → polis(väsende)
- Gewand (n) → klädesplagg
- Gfrast (n) → odåga
- Greißler → liten handelsbod
- g’schamster Diener → ”[jag är er] ödmjuke tjänare”, äldre hövlighetsfras, särskilt i Wien
- Gschnas(-fest) (n) → maskerad
- Gschrapp (m, n), Gschropp (m) . → litet barn
- Häfen (m) mda. → fängelse
- Häferl (n) →en stor kopp (t.ex. kaffe)
- Häusl (n) . → toalett, "det lilla huset"
- Hetz (f) . → skämt, skoj
- heuer . → innevarande år
- heurig . → i år
- Heuriger Wein (m) → vin av årets skörd
- illuminiert sein → vara berusad
- i-Tüpfel-Reiter (m) → pedant
- Jänner (m) → januari
- Jause (f) → mellanmål
- Karenz (f)  →föräldraledighet
- Karfiol (m) → blomkål
- Klobesen (m) → toalettborste
- Knödel (m) auch süddt. → kroppkaksliknande maträtt till soppa
- Kolatsche (f); Golatsche → liten enklare maträtt
- Marille (f) → aprikos
- Marmeladinger (mt → skämtsam beteckning för (nord)tyskar
- Matura (f) → studentexamen
- Melange (f) → kaffe med mjölk
- Melanzani (f) → aubergine
- Mist (m) → skräp, avfall
- Mistkübel (m) → avfallskärl
- Obers, Schlagobers (n) → vispgrädde
- Pfiff (m) → ”ett litet glas öl”
- Plafond (m)  → innertak
- Polster (m) → kudde
- Primarius, Primar (m) → överläkare
- Quargel (m/n) → en sorts surmjölksost
- Ribisel (f) → vinbär
- Sackerl (n) → påse
- Salve → (kamratlig hälsning) hej!, tjänare!
- Schale → kopp
- Schandi (m) . → polis
- Schlagobers (n) → vispgrädde
- Schwedenbombe (f) → (egentligen ett varumärke) en sorts skumboll
- Seidel, Seitel (n) → ölsejdel, 0,3 –0,35 liter
- Servus (n)  → hej!, tjänare!
- siedeln → flytta, byta bostad
- Soletti (n)  → (egentligen ett varumärke) salta kex
- Spital (n) → sjukhus
- Spitzerl (n) → berusning
- Springinkerl (n) ugs. → levnadsglad person
- Stanitzel (n) → strut, glass-strut
- törisch mda. → lomhörd, hörselskadad döv
- Trafik (f), egentligen: Tabaktrafik → tobaks- och tidningsaffär
- Tuchent (f) → sängöverkast
- sich tummeln → skynda sig
- weiters → dessutom
- auf Wiederschauen → adjö, på återseende, "vi syns"
- Zuckerl (n)  → karamell
- Zwickeltag → klämdag
- Zwutschkerl (n)→ kortväxt person